# Luperus carniolicus
Luperus carniolicus là một loài bọ cánh cứng trong họ Chrysomelidae. Loài này được Kiesenwetter miêu tả khoa học năm 1861.